# Amalgam
Amalgam je zlitina živega srebra s kovinami: natrijem, cinkom, bakrom, srebrom in zlatom.

## Polemike o zobnem amalgamu in njegovi uporabi v stomatologiji
Ta razprava o polemiki zobnega amalgama uokvirja debato o tem ali naj se raba amalgama ("srebro" v zobnih zalivkah) še uporablja v stomatologiji. Zagovorniki trdijo, da je uporaba amalgama varna, učinkovita in dolgotrajna, medtem ko kritiki trdijo, od leta 1840 beležimo trditve, da je amalgam nevaren, ker lahko povzroči zastrupitev z živim srebrom in druge zastrupitve. Zaradi tega nekateri kritiki pravijo, da navkljub rabi amalgama v preteklosti, jo je zdaj treba prekiniti.
Tisti, ki uporabi amalgama ne nasprotujejo izpostavljajo, da je varen, vzdržljiv, relativno poceni in enostaven za uporabo. V povprečju so amalgamske zalivke dvakrat bolj vzdržljive kot kompozitni materiali iz smole in v krajšem času jih namestimo. Amalgam je hkrati toleranten do kontaminacije s slino ali krvjo med nameščanjem (medtem ko kompozitni materiali niso) in je pogosto okoli 20-30 % cenejši. V reviji Consumer Reports trdijo, da mnogi, ki zagovarjajo, da je zobni amalgam nevaren, iščejo "bolezenska stanja" in uporabljajo psevdoznanost, da ustrahujejo bolnike in jih tako preusmerijo na bolj donosne oblike zdravljenja.
Nasprotniki uporabe amalgama trdijo, da so moderni kompozitni materiali močnejši. Poleg njihovih trditev o možnih zdravstvenih in etičnih vprašanjih, nasprotniki uporabe amalgamskih zalivk zagovarjajo, da slednje prispevajo k onesnaženosti okolja z živim srebrom. Svetovna zdravstvena organizacija (WHO) poroča, da zdravstvene ustanove, vključno s stomatološkimi ordinacijami, prispevajo kar 5 % vseh emisij odpadnih voda živega srebra. WHO tudi opozarja, da amalgamski separatorji, nameščeni v ceveh za odpadno vodo v številnih stomatoloških ordinacijah, dramatično zmanjšajo izpust živega srebra v sistem javne kanalizacije. Vendar pa kritiki pravijo, da te separatorji niso obvezni v nekaterih državah ZDA. Opozarjajo tudi na kremiranje zobnih zalivk, kot dodaten vir onesnaževanja zraka, ki prispeva približno 1 % vseh svetovnih emisij.
Položaj Svetovne zobne federacije (FDI) kot tudi številnih zobozdravstvenih združenj in agencij za javno zdravje po vsem svetu je, da so posegi v zobe z amalgamskimi materiali varni in učinkoviti. Poleg tega je veliko drugih organizacij javno razglasilo, da je amalgam varen in učinkovit in opozorili javnost, proti tistim, ki trdijo drugače. Te organizacije vključujejo kliniko Mayo, Urad za živila in zdravila (FDA), Health Canada, Združenje za Alzheimerjevo bolezen, Ameriška pediatrična akademija, Ameriška zveza za avtizem, Agencija za varstvo okolja, Nacionalna zveza za multiplo sklerozo, New England Journal of Medicine, International Journal of Dentistry, Državni svet proti zdravstvenim goljufijam, Nacionalni inštitut za zobozdravstvene in kraniofacialne raziskave NIDCR, Ameriška onkološka zveza, Fundacija za lupus ZDA, Ameriška akademija za medicinsko in klinično toksikologijo, revija Consumer Reports Prevention Magazine, in zdravstveni portal WebMD.

### Vplivi na okolje
Pojavljajo pa se tudi skrbi za okolje zaradi večjih zunanjih stroškov, saj je uporaba zobnega amalgama neurejena na zvezni ravni, na primer v Združenih državah Amerike. WHO poroča, da v Združenem kraljestvu živo srebro v amalgamu prispeva 5 % celotnih emisij živega srebra. V Kanadi ocenjujejo, da zobni amalgam doda tretjino živega srebra v odpadke kanalizacijskega sistema. Verjamejo, da amalgamski separatorji v stomatoloških ordinacijah lahko drastično zmanjšajo to onesnaževanje kanalizacije. Čeprav v več državah (New Jersey, New York, Michigan, itd.) zahtevajo namestitev amalgamskih separatorjev, jih vlada ZDA ne zahteva. WHO poroča, da živo srebro iz amalgama predstavlja približno 1 % vseh svetovnih emisij živega srebra, in da je le ena tretjina vsega živega srebra v kanalizaciji prihaja iz stomatoloških ordinacij. Druge študije so pokazale, da je to izjemno pretirana ocena, ki ne odraža stanje razvitih držav. Glede onesnaževanja v Združenih državah Amerike, je študija, narejena leta 1992, pokazala, da baterije "predstavljajo 86 odstotkov zavrženega živega srebra, zobni amalgam pa zgolj 0,56 odstotka." Živo srebro je okoljski onesnaževalec in zato so WHO, OSHA in NIOSH vzpostavili posebne mejne vrednosti za poklicno izpostavljenost. Ta snov predstavlja zdravstvena tveganja na okoliško prebivalstvo. V ekonomiji, to onesnaževanje velja za zunanje stroške, ki niso vključeni v zasebne stroške uporabe izdelkov na osnovi živega srebra. Okoljska tveganja, ki izhajajo iz amalgama, je mogoče ublažiti z amalgamskimi separatorji in ISO je izdal standarde za pravilno ravnanje in odstranjevanje amalgamskih odpadkov, hkrati je bila v nekaterih zveznih državah ZDA vzpostavljena tudi zakonodaja za uveljavljanje teh standardov. Opozoriti je treba, da je živo srebro naravni element, ki je prisoten v celotnem okolju in velika večina onesnaženja (okoli 99 %) prihaja iz velikih industrijskih dejavnosti (na primer za proizvodnjo električne energije iz premoga, hidroelektrarne, jezovi in rudarstvo, ki povečujejo količino živega srebra v vodi in zraku). Sčasoma živo srebro v zraku preide v jezera, reke in oceane, kjer ga porabijo vodni organizmi. Amalgamski separatorji lahko dramatično zmanjšajo izpust živega srebra v sistem javne kanalizacije, vendar v nekaterih državah niso obvezne. Ko začne živo srebro iz teh virov vstopati v vodne mase, predvsem kisle vode, se lahko pretvori v bolj strupen metil živega srebra.
Kremiranje trupel, ki imajo amalgamske zobne zalivke, pripelje do skoraj popolnih emisiji živega srebra v ozračje, saj je temperatura pri kremaciji veliko večja od vrelišča živega srebra. V državah z visoko stopnjo upepelitev (na primer v Veliki Britaniji), je to postalo že velik problem. Predlogi za izboljšanje položaja so obsegali vse od odstranitev zob, ki vsebujejo amalgam pred upepelitvijo, do nameščanja absorbcijskih sredstev iz aktivnega oglja ali drugih tehnologij za zajemanje živega srebra v toku dimnih plinov. V skladu s programom Združenih narodov za okolje, se ocenjuje, da se je v letu 2010 v zrak sprostilo približno 3,6 ton pare živega srebra zaradi upepeljevanja, kar je približno 1 % vseh svetovnih emisij. Teh emisij je v ZDA vse več, tako zaradi vse večje priljubljenosti kremiranja kot tudi večjega števila zob v ustih pokojnika,  ki se povečujejo zaradi boljšega zobozdravstva. To izhaja iz dejstva, da so amalgamske zalivke zelo vzdržljive in relativno poceni, in precej starejših pokojnikov ima veliko takšnih zalivk. Glede na delo, opravljeno v Veliki Britaniji, se pričakuje, da se bodo emisije živega srebra zaradi upepelitev povečevale približno še do leta 2020.